# Шиляева, Александра Петровна
Александра Петровна Шиляева (1929—2022) — советский передовик производства в сельском хозяйстве. Герой Социалистического Труда (1982).

## Биография
Родилась 17 марта 1929 года в деревне Малый Бухтал Тюменской области.
С 1933 года осталась без матери, из-за тяжёлого материального положения в семье не окончила школу и с 1941 года начала свою трудовую деятельность в колхозе «Красный герой» где работала помощником конюха и дояркой.
С 1945 года А. П. Шиляева переехала в город Тюмень и устроилась работать дояркой в учебном хозяйстве Тюменского сельскохозяйственного института.
8 апреля 1971 года Указом Президиума Верховного Совета СССР «по итогам восьмой пятилетки с 1966 по 1970 годы» А. П. Шиляева была награждена Орденом Знак Почёта, а 6 сентября 1973 года «за увеличения производства в зимний период с 1972 по 1973 годы» — Орденом Ленина.
С 1981 по 1985 годы в период 11-й пятилетки А. П. Шиляева прочно удерживала лидерство в Тюменской области.
12 марта 1982 года Указом Президиума Верховного Совета СССР «за достижение высоких результатов и трудовой героизм, проявленный в выполнении планов и социалистических обязательств по увеличению производства и продажи государству зерна и других сельскохозяйственных продуктов в 1981 году» Александра Петровна Шиляева была удостоена звания Героя Социалистического Труда с вручением Ордена Ленина и золотой медали «Серп и Молот».
После выхода на пенсию проживала в городе Пермь. Умерла 1 января 2022 года.

## Награды
- Медаль «Серп и Молот» (12.03.1982)
- Орден Ленина (6.09.1973, 12.03.1982)
- Орден Знак Почёта (8.04.1971)
- Медаль «За доблестный труд в Великой Отечественной войне 1941—1945 гг.»
- Заслуженный работник сельского хозяйства РСФСР (6.11.1981)

## Ссылка
- Трудное счастье Александры Шиляевой. Тюменская правда. Дата обращения: 14 марта 2020.